# Nagydobos, Szabolcs-Szatmár-Bereg
Nagydobos  este un sat în districtul Mátészalka, județul Szabolcs-Szatmár-Bereg, Ungaria, având o populație de 2.201 locuitori (2011). 

## Demografie
Componența etnică a satului Nagydobos
     Maghiari (85,73%)
     Romi (14,27%)
Componența confesională a satului Nagydobos
     Reformați (54,43%)
     Greco-catolici (15,63%)
     Fără religie (8,13%)
     Romano-catolici (4,04%)
     Necunoscută (17,45%)
     Atei (0,32%)
     Alte religii (2,54%)
Conform recensământului din 2011, satul Nagydobos avea 2.201 locuitori. Din punct de vedere etnic, majoritatea locuitorilor (85,73%) erau maghiari, cu o minoritate de romi (14,27%).  Din punct de vedere confesional, majoritatea locuitorilor (54,43%) erau reformați, existând și minorități de greco-catolici (15,63%), persoane fără religie (8,13%) și romano-catolici (4,04%). Pentru 17,45% din locuitori nu este cunoscută apartenența confesională.